# Chrysobothris sloicola
Chrysobothris sloicola es una especie de escarabajo del género Chrysobothris, familia Buprestidae. Fue descrita científicamente por Manley & Wellso en 1976.